# Angraecinae
Angraecinae es una subtribu perteneciente a la familia Orchidaceae. Consiste en unos 18 géneros y una 360 especies. El género tipo es Angraecum. La mayoría de los géneros osn endémicos de África, Madagascar y otras islas de Océano Índico, con unos pocos géneros en América.

## Géneros
- Angraecum Alliance:
- Aeranthes Lindl., 1824 (47 spp.)
- Ambrella H. Perrier., 1934 (1 sp.)
- Angraecum Bory, 1804 (219 spp.)
- Bonniera Cordem., 1899 (2 spp.)
- Calyptrochilum Kraenzl. (2 spp.)
- Cryptopus Lindl. (4 spp.)
- Jumellea Schltr., 1914 (58 spp.)
- Lemurella Schltr., 1925 (4 spp.)
- Lemurorchis Kraenzl., 1893 (1 sp.)
- Neobathiea Schltr., 1925 (5 spp.)
- Oeonia Lindl., 1826 (6 spp.)
- Oeoniella Schltr., 1918 (2 spp.)
- Ossiculum P.J.Cribb & Laan, 1986 (1 sp.)
- Podangis Schltr., 1918 (1 sp.)
- Sobennikoffia Schltr., 1925 (4 spp.)
- Campylocentrum Alliance:
- Campylocentrum Lindl., 1835 (73 spp.)
- Dendrophylax Rchb.f. (9 spp.)
- Harrisella Lindl. (3 spp.)

Según Wikispecies
- Aerangis – Aeranthes – Ambrella – Ancistrorhynchus – Angraecopsis – Angraecum – Beclardia – Bolusiella – Calyptrochilum – Campylocentrum – Cardiochilos – Chamaeangis – Chauliodon – Cribbia – Cryptopus – Cyrtorchis – Dendrophylax – Diaphananthe – Dinklageella – Distylodon – Eggelingia – Erasanthe – Eurychone – Jumellea – Lemurella – Lemurorchis – Listrostachys – Margelliantha – Microcoelia – Microterangis – Mystacidium – Neobathiea – Nephrangis – Oeonia – Oeoniella – Ossiculum – Plectrelminthus – Podangis – Rangaeris – Rhaesteria – Rhipidoglossum – Sobennikoffia – Solenangis – Sphyrarhynchus – Summerhayesia – Taeniorrhiza – Triceratorhynchus – Tridactyle – Ypsilopus

### Algunas especies

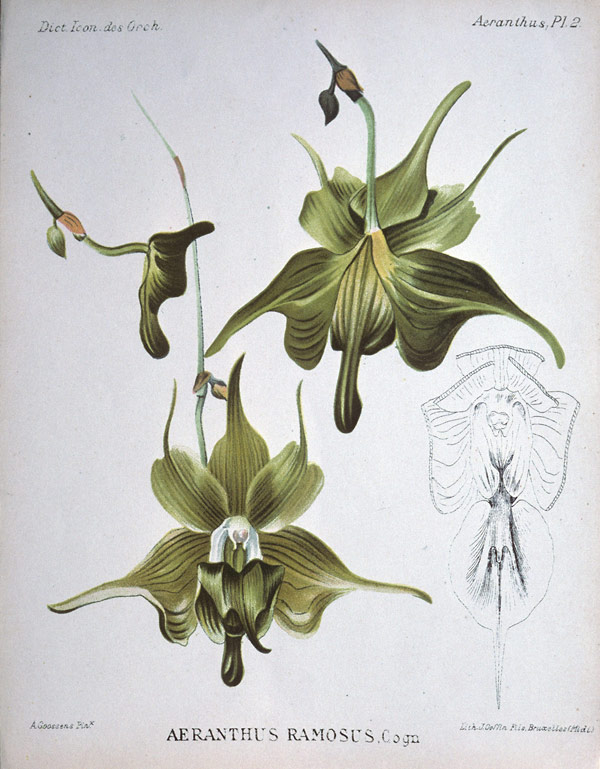
Aeranthes ramosa
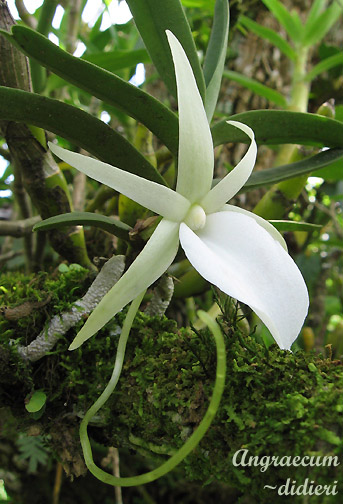
Angraecum didieri
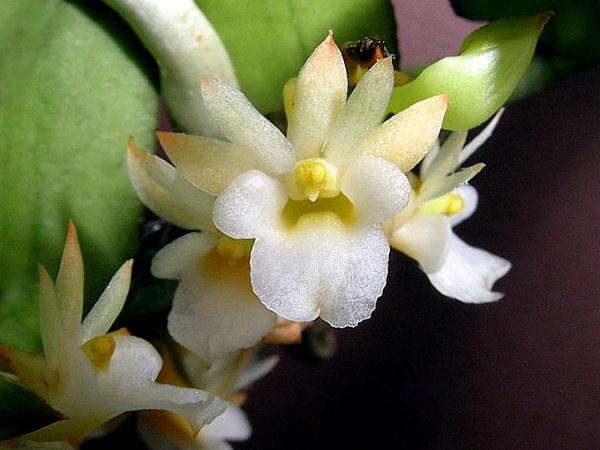
Calyptrochilum christyanum
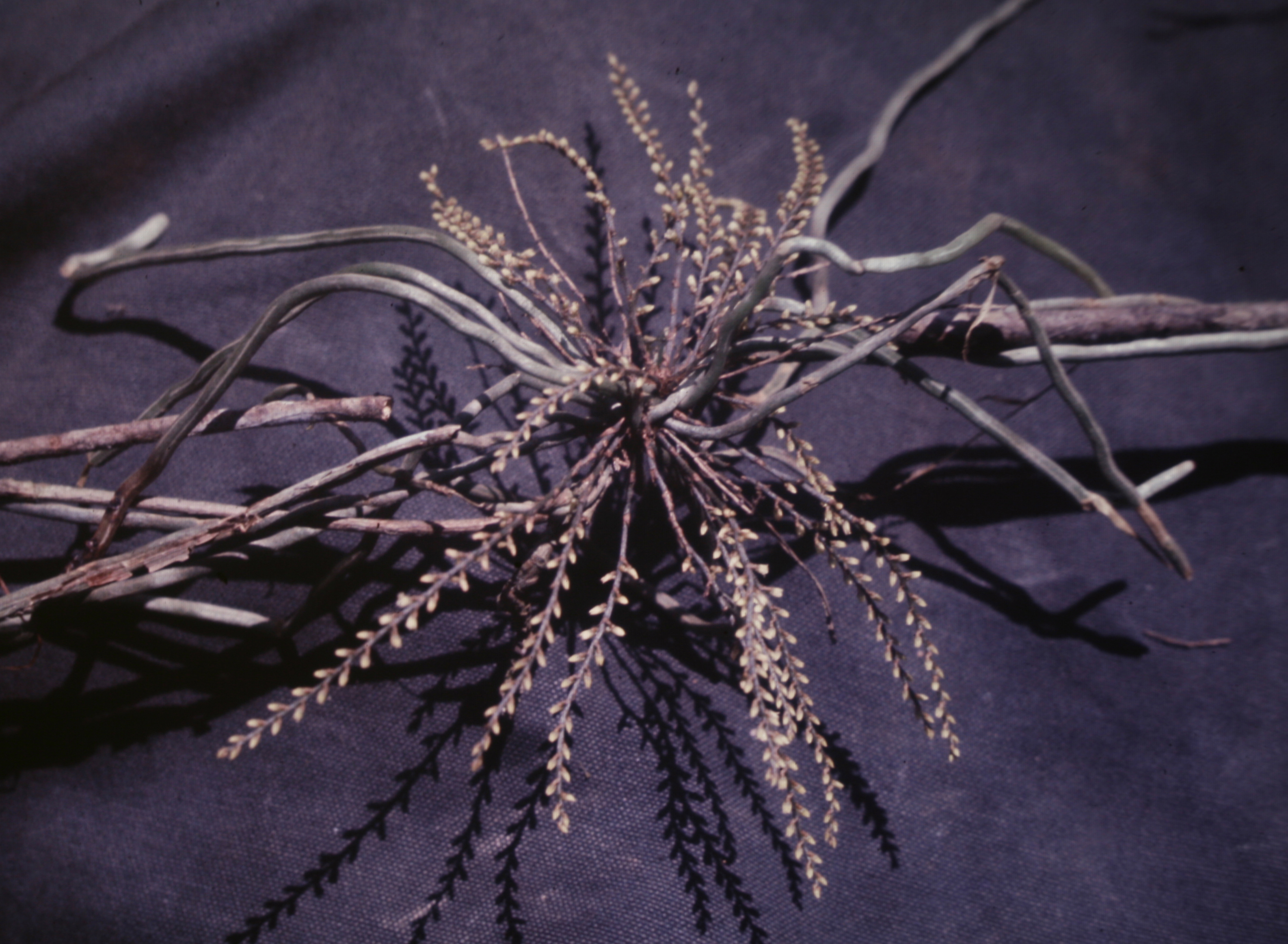
Campylocentrum fasciola
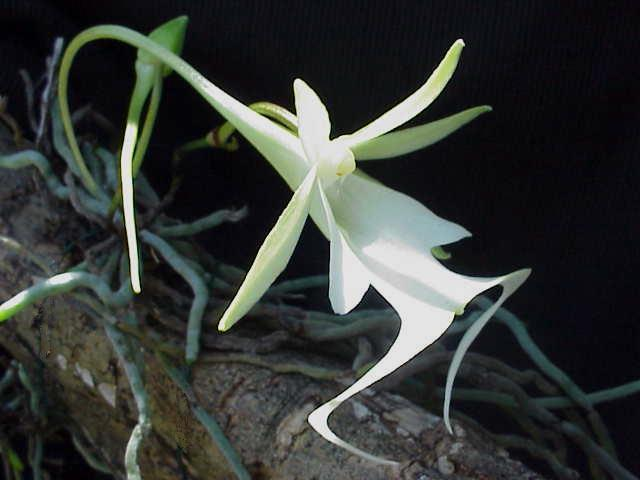
Dendrophylax lindenii
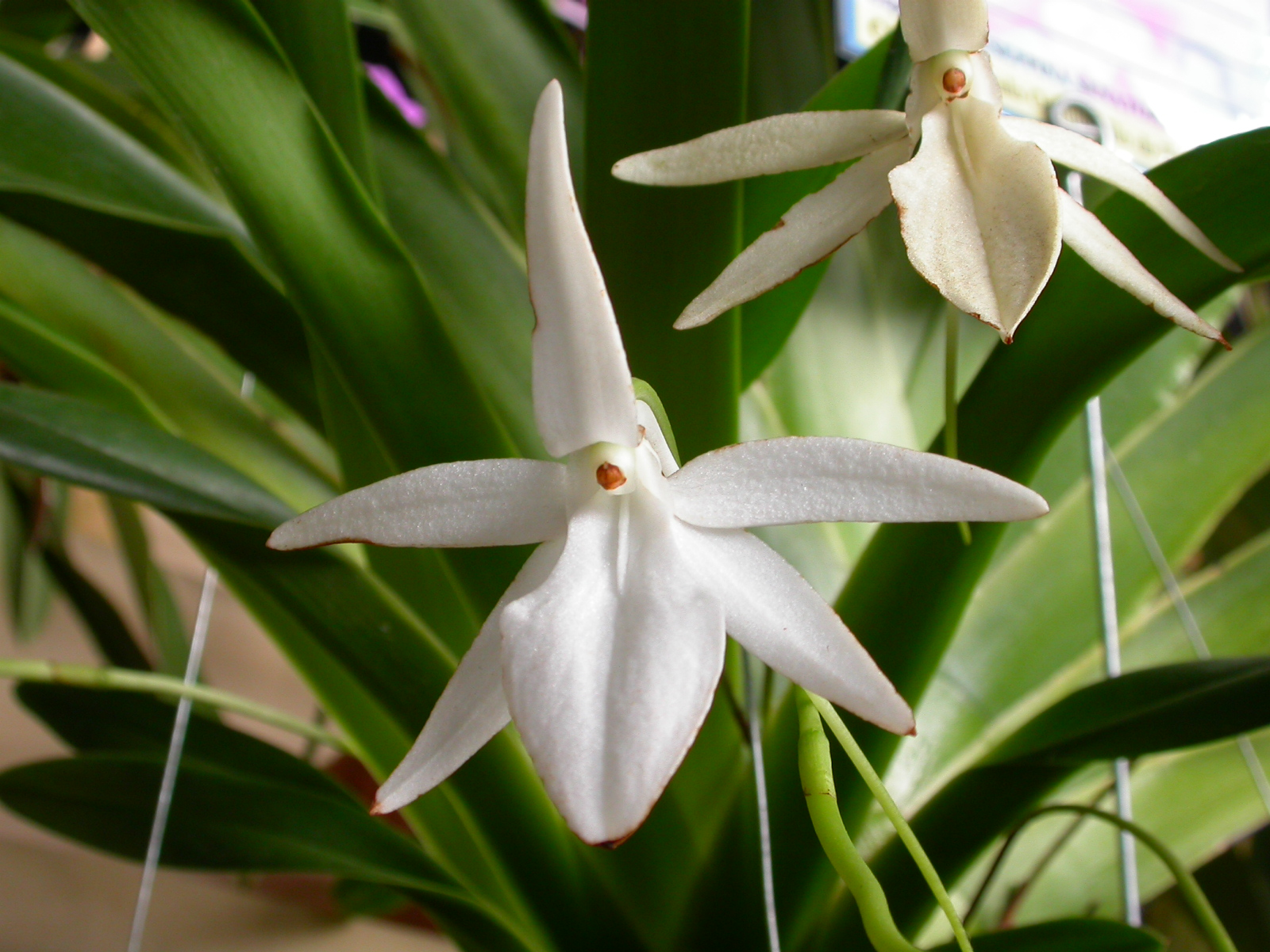
Jumellea sagittata
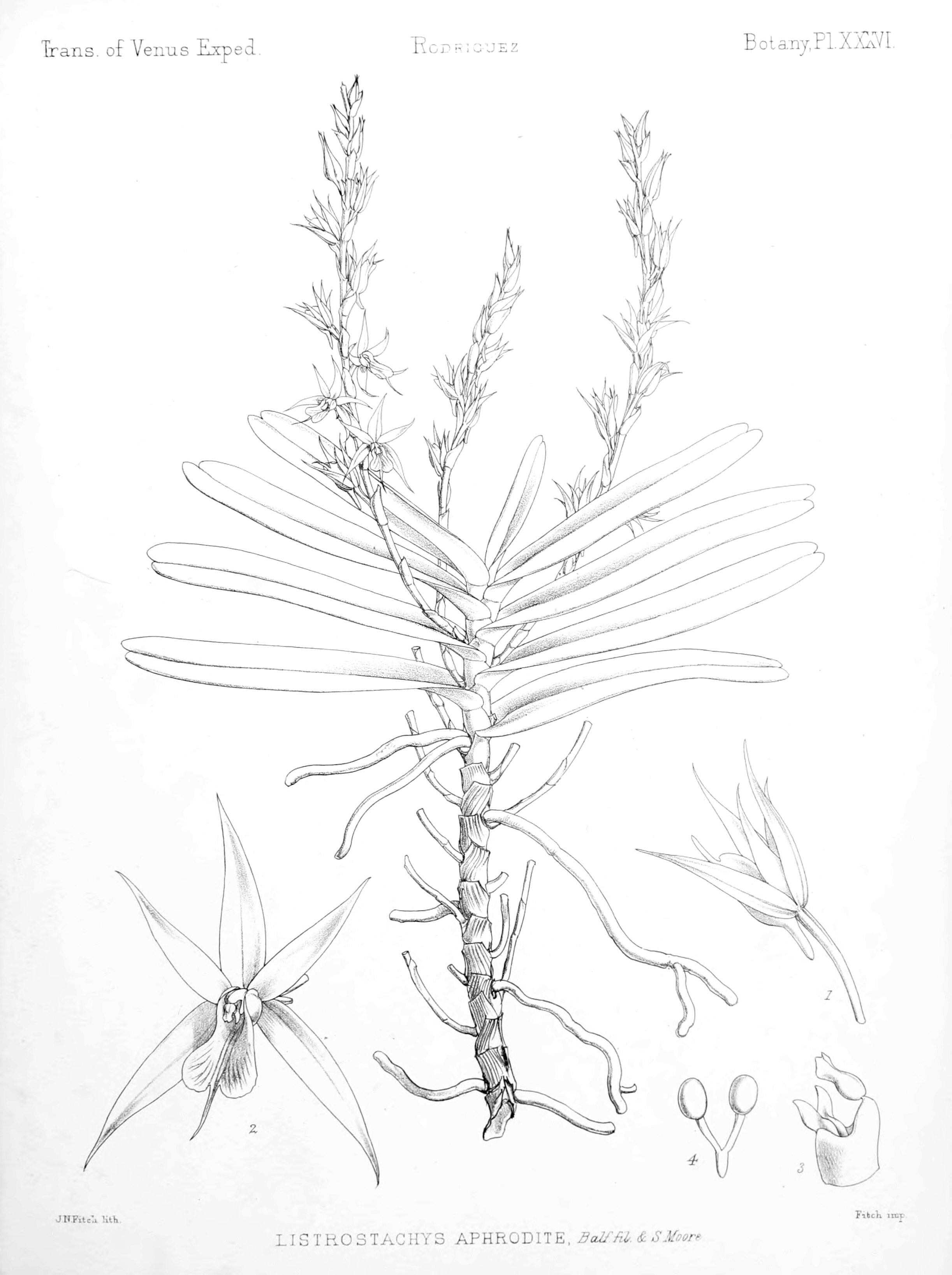
Oeoniella aphrodite
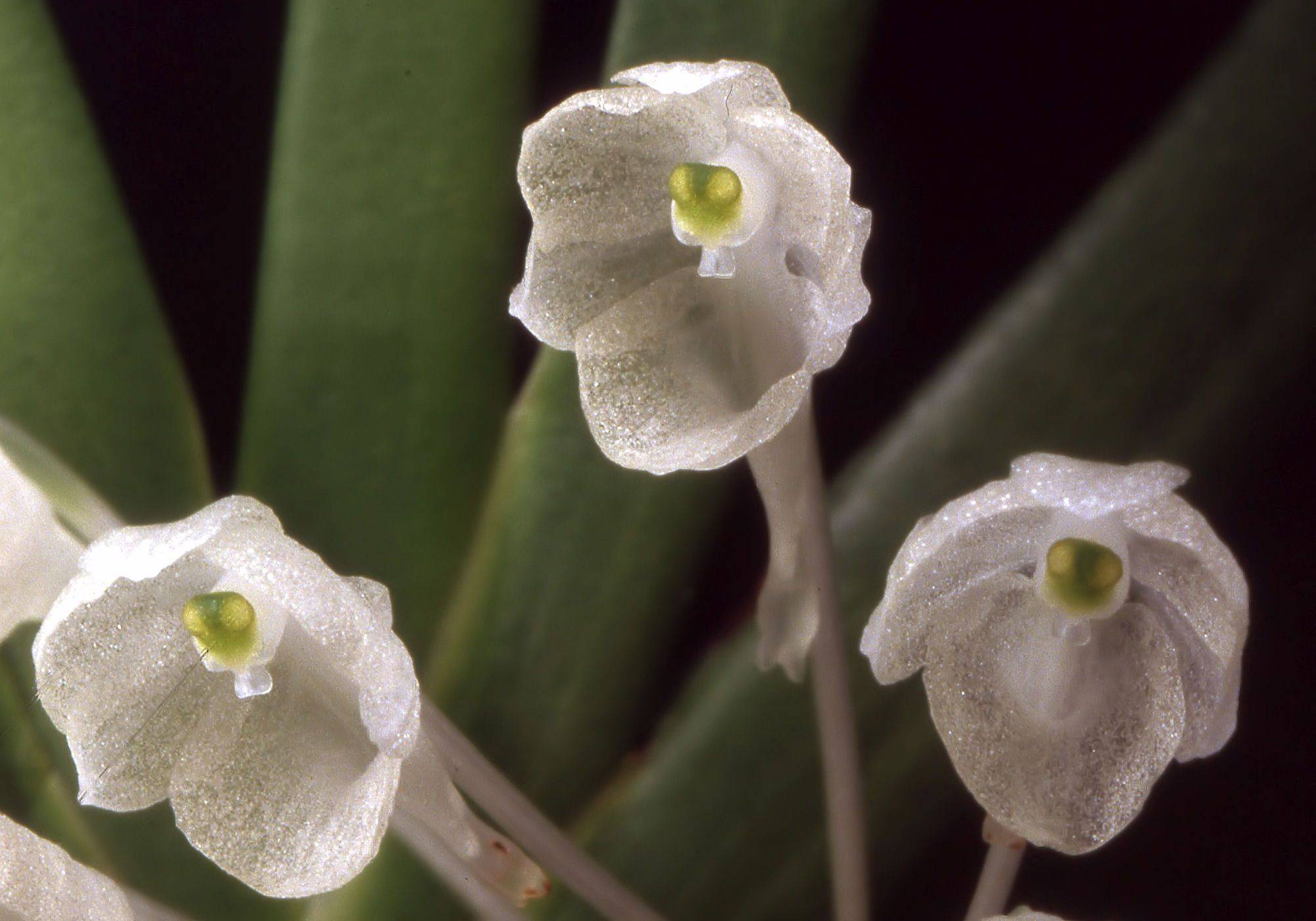
Podangis dactyloceras